# Покровка (Мартуцький район)
Покро́вка (каз. Покровка) — село у складі Мартуцького району Актюбінської області Казахстану. Входить до складу Байторисайського сільського округу.
Населення — 138 осіб (2021; 269 у 2009, 451 у 1999, 540 у 1989).